# 采迪尼亞
采迪尼亞（Cedynia）是位於波蘭西部的城市。緊鄰德國。屬西波美拉尼亞省。從8世紀開始，這裡有斯拉夫人居住。城市首次出現在記載是在972年。
52°52′N 14°12′E / 52.867°N 14.200°E

## 外部連結
- Jewish Community in Cedynia （页面存档备份，存于） on Virtual Shtetl